# 760
760 (DCCLX) fue un año bisiesto comenzado en martes del calendario juliano.

## Nacimientos
- Alfonso II, Rey de Asturias. Hijo de Fruela I y de Munia de Álava.
- Begón de Tolosa, Conde de Tolosa (fecha aproximada)
- Fujiwara no Otomuro, emperatriz japonesa.
- Sibuyé, lingüista persa (fecha aproximada)

## Fallecimientos
- Gangulfo de Varennes, santo.